# Concentração de hemoglobina corpuscular média
Concentração de Hemoglobina Corpuscular Média, abreviadamente CHCM (ou MCHC, do inglês Mean corpuscular hemoglobin concentration), é a concentração de hemoglobina em uma hemácia. Usualmente é medida em conjunto com outros dados (como VCM, HCM e RDW) sendo parte de um dos exames de  hemograma padrão. 
Os valores considerados normais variam de 32 à 36 g/dl, mas sua interpretação depende da correlação de outros dados do exame para estabelecer um diagnóstico por um profissional de saúde.

## Cálculo
cHCM = HCM / VCM
V.c. m 83.9
H.c. m 29.1
C. H. C.m. 34.7
R.d.w.  14.5
31,5 - 36,0
1. ↑  30,3